# Andreina Orsini-Mazzoli
Andreina Orsini-Mazzoli (Niça, 26 de març de 1855 - 1926) fou una soprano italiana.
Els seus pares, comerciants benestants, li facilitaren una esmerçada instrucció, i cursà música, primer en la seva ciutat natal i després a Milà, on tingué com a professors de cant a Corsi i Sebastian Ronconi.
Debutà amb La Favorita en el Politeama Rossetti, de Trieste, i posteriorment cantà a Florència, Gènova, Madrid, etc., recollint arreu molt aplaudiments, principalment amb les òperes Il trovatore, Safo, Lucrècia Borgia, Don Carlo, La Favorita, etc.
Al seu excel·lent mètode de cant unia una bella presència i distinció de maneres, amb les que captivava ben aviat el públic.